# Catocala swetti
Catocala swetti är en fjärilsart som beskrevs av Barnes och Benjamin 1927. Catocala swetti ingår i släktet Catocala och familjen nattflyn. Inga underarter finns listade i Catalogue of Life.